# Gebrüder Haeckel

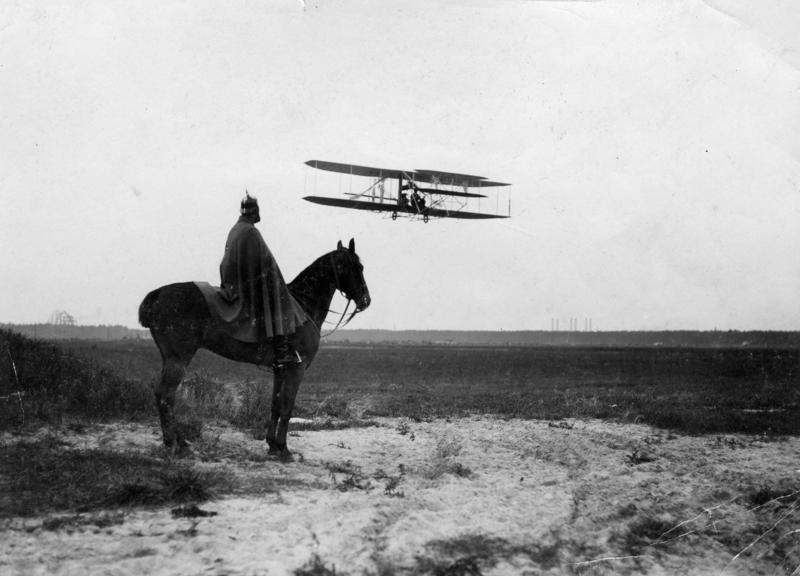
Paul Engelhard im Flug, Flugplatz Johannisthal bei Berlin, 12. August 1910 Aufnahme von Otto Haeckel

Otto Hermann Adolf Haeckel (* 10. September 1872 in Sprottau; † 7. Mai 1945 in Berlin) und Georg Paul August Haeckel (* 7. Oktober 1873 in Sprottau; † 22. November 1942 in Berlin) gehörten um 1900 zu den bekanntesten Pressefotografen Berlins.

## Leben und Wirken
Den Gebrüdern Haeckel gelang etwas bis dato völlig Neues: Mit sehr kurzen Verschlusszeiten von bis zu einer Tausendstelsekunde konnten sie Bewegungsabläufe fotografieren.
Die Brüder wuchsen in Sprottau in Schlesien auf, um 1905 verließen sie ihre Heimat, um für die B.Z. am Mittag und die Berliner Illustrirte Zeitung zu arbeiten.
Außerdem gründeten sie eine „Presse-Illustrationsfirma“ (um 1908). Neben ihrer Tätigkeit als Pressefotografen waren sie auch für den Adel und den Kaiser tätig. Zusätzlich entstanden unzählige Aufnahmen, die das Alltagsleben in Berlin illustrieren. Sie beweisen, dass die Stadt auch schon in dieser Zeit Menschen aus unzähligen Kulturen ein Zuhause bot.
Zum 31. Dezember 1919 lösten die Brüder Haeckel ihre gemeinsame Illustrationsfirma auf. Während Otto Haeckel danach weiterhin als Pressefotograf arbeitete, betrieb Georg Haeckel ein Porträtstudio am Kaiserplatz in Lichterfelde.
Die Brüder dokumentierten ihre Umwelt so detailreich, dass während ihres Wirkens ca. 200.000 Aufnahmen entstanden. Viele der Aufnahmen wurden jedoch im Zweiten Weltkrieg zerstört.
Der gesamte Nachlass von Otto und Georg Haeckel liegt bei der Bildagentur ullstein bild. Es handelt sich hierbei um ca. 16.000 Glasplatten und 11.000 Fotos. Teil des Haeckel-Projekts bei 'ullstein bild' ist eine entsprechende Themenwebsite. Eine Auswahl der Fotos erschien in einem Bildband des Sutton-Verlags, „Alltag in Berlin“, Fotos der Gebrüder Haeckel.